# Liechtenstein en los Juegos Paralímpicos de Albertville 1992
Liechtenstein estuvo representado en los Juegos Paralímpicos de Albertville 1992 por un deportista masculino. El equipo paralímpico liechtensteiniano no obtuvo ninguna medalla en estos Juegos.